# Никола Русев
 Тази статия е за драматургът.  За солунския печатар вижте Никола Русев (социалист).  
Никола Петров Русев (1932 – 1990) е български писател – драматург и сценарист.

## Биография
Роден е в град Берковица, където родителите му се преместват от София заради работата на баща му в железниците. Завършва специалността театрална режисура в Държавното висше театрално училище (днес НАТФИЗ) през 1954 г. Работил е в Радио София, Театъра на селото, Толбухинския драматичен театър (1960 – 1962), Театъра на народната армия (1964 – 1968), Театър „Сълза и смях“ (1968 -1971) и Българска кинематография (1972 – 1983).

## Пиеси
- „Делниците имат много имена“ (1959)
- „Посоки“ (1960)
- „Усилие“ (1961)
- „Биография на един дъжд“ (1962)
- „Я, колко макове“ /1963)
- „Табакера 18 карата“ (1965)
- „Старчето и стрелата“ (1967)
- „Двоен креват за Адам и Ева“ (1968)
- „Зелената брадавица“ (1970)
- „От земята до небето“ (1975)
- „Букетче сухи незабравки“ (1976)
- „Писмата“ (1977)
- „Право на обида“ (три едноактни пиеси: „Десетична точка“, „Пролетни сънища“, „Дрехата“, 1977)
- „Драг и робът“ (1989)

Детски пиеси:
- „Лют звяр“ (1966)
- „Юнаци с умни калпаци“ (1966)
- „Как писар Тричко не се ожени за царкина Кита с китка накитена“ (1967)
- „Петлето“ (1969)
- „Жълтото око“ (1974)

## Филмография
- Равноапостолите (1984; незавършен)
- Пясък (тв, 1984)
- Константин Философ (1981)
- Роялът (1979)
- Бой последен (1977) (заедно със Свобода Бъчварова и Зако Хеския)
- Щурец в ухото (1976)
- Само ние няма да сме същите (1973)
- Къщи без огради (1971)
- Паганини на тромпет (1967)
- Грамофон и маслини за моите приятели (1964)
- Русият и Гугутката (1962)

## Романи
- Приказка за Стоедин (1980), второ издание: 2008 г.
- Философът (1982)